# Фанеска
Фанеска (ісп. Fanesca) — традиційний еквадорський великодній суп. Ця страва є еквадорською традицією, яку готують, щоб подякувати Богу за надану їжу та благословення. Дванадцять інгредієнтів, зерен та бобів, символізують дванадцять апостолів Ісуса (у деяких тлумаченнях, кожен інгредієнт — конкретного святого), а сушена тріска бакальяу символізує самого Ісуса. Страва також зустрічається в Колумбії та Болівії.

## Історія

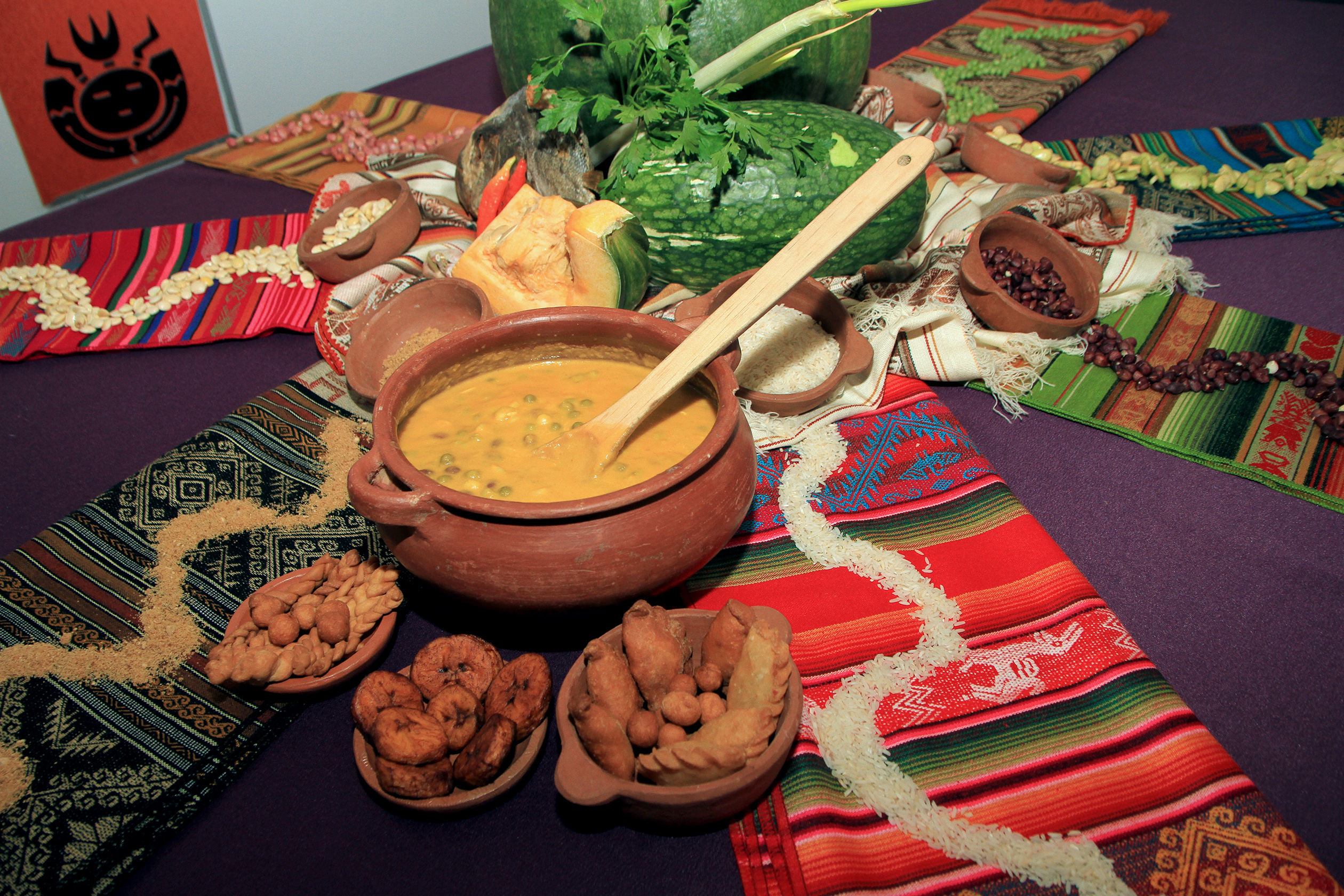

Корінні жителі Еквадору в доколумбову епоху святкували Мучук Ніна (День нового вогню) у сезон, що відповідає березню, і смажили на грилі ніжні молоді зерна з андськими гарбузами, використовуючи дари нового врожаю. Мушук Ніна відзначався в ознаменування рівнодення (сонцестояння), коли сонце займає перпендикулярне положення на лінії рівнодення, стираючи всі тіні. Корінні жителі готувалися до цього фестивалю, дотримуючись посту і утримуючись від сексуальної активності. Кулінарна страва корінних жителів із ніжними зернами й андськими гарбузами в День Нового вогню стала відома мовою кечуа як Учукута, що означає зерна, приготовані з перцем чилі й травами, імовірно, у супроводі м'яса дикої морської свинки. У період колонізації та хрещення, іспанці змішали католицькі символи з місцевими віруваннями. У випадку Страсного тижня іспанці об'єднали святкування смерті, пристрастей і воскресіння Ісуса Христа з місцевим ритуалом Мучук Ніна, і створили страву на основі молодих зерен, яка під впливом завойовників почала містити інші зернові, молочні продукти, а також солону і сушену рибу. Іспанці додали до рецепта квасолю, сочевицю і горох, що посилило торгівлю між горами та берегом, поширивши також такі продукти, як банани, арахіс і рибу в гірських районах.
До XIX століття Кіто вже святкував Страсний тиждень зі стравою, відомою як фанеска, яка стала важливим компонентом заходу. Найстаріша згадка рецепта фанески, можливо, відноситься до 1882 року і міститься в книзі «Керівництво кухаря» Хуана Пабло Санца. Зараз фанеска найбільш популярна в північних високогір'ях Еквадору. Його популярність знижується на південь та Прибережний регіон. Провінція Манабі — це місце, де фанеска має найменше поширення.

## Інгредієнти та приготування
Компоненти фанески та спосіб його приготування різняться залежно від регіону або навіть однієї родини до іншої. Зазвичай його готують і подають лише за тиждень до Великодня (Страсний тиждень). Приготування супу трудомістке.
Це густий суп, основними інгредієнтами якого є гарбуз фіголистний (самбо), гарбуз звичайний (сапалло) і дванадцять різних видів квасолі та злаків, включно з чочочо (люпин), квасолею (хабас), сочевицею, горохом, кукурудзою, арахісом тощо, разом із солоною тріскою (бакалао), приготованою в молоці, через католицьку релігійну заборону на червоне м'ясо під час Страсного тижня. Зазвичай до цієї страви додають круто зварені яйця, смажені банани, зелень, петрушку, а іноді й емпанадас де в'єнто (еквадорські смажені сирні емпанадас). Фанеску зазвичай їдять опівдні, що є основним прийомом їжі в еквадорській культурі. Приготування та вживання фанески вважається соціальною або сімейною с традицією.